# 薩拉托加縣 (紐約州)
薩拉托加縣（英語：Saratoga County）是美国纽约州東部的一個縣，面積2,185平方公里。根據2020年美國人口普查，共有人口23萬5,509人。縣治鲍尔斯顿斯帕（Ballston Spa）。該縣成立於1791年2月7日，縣名來自易洛魁語「sah-rah-ka」，意思是「河邊的山崗」。